# غار تیلکیلر
غار تیلکیلر (انگلیسی: Tilkiler Cave) غاری است که در منطقه ماناوگات آنتالیا در جنوب ترکیه واقع شده‌است. این غار به نام روستای تیلکیلر در نزدیکی آن نامگذاری شده‌است. غار تیلکیلر سومین غار طولانی در ترکیه است.
این غار در شرق روستای تیلکیلر و در حدود ۴ کیلومتری شمال غرب سد اویام‌پینار واقع شده‌است و ارتفاع آن ۱۵۰ متر بالاتر از سطح دریا است. فاصله غار از شهر ماناوگات در حدود ۲۰ کیلومتر است. 
غار تیلکیلر در سال ۱۹۷۶ در حین انجام کارهای ساختمانی مقدماتی برای سد اویام‌پینار هنگام حفاری یک دالان تزریق کشف شد. جهت این غار افقی و طول آن ۶٬۶۵۰ متر و عمقش ۱۵۹ متر است.
چند کیلومتر در داخل غار، یک تالار غاری وجود دارد که زمین آن کاملاً با شن پوشیده شده‌است. در سال ۱۹۷۷، غارشناسان فرانسوی چهار قلعه کوچک شنی در آنجا ساختند و نام این تالار از آن زمان «تالار قلعه‌ها» شد. ۲۷ سال بعد مشاهده شد که این قلعه‌های شنی هنوز دست نخورده بودند. 